# 大福斯尼亞
360px|thumb|right
51°15′31″N 28°48′38″E / 51.25861°N 28.81056°E
大福斯尼亞（烏克蘭語：Велика Фосня），是烏克蘭北部的村莊，隸屬日托米爾州的科羅斯滕區。該村始建於1561年，面積4.38平方公里，海拔高度148米，2001年人口1,147。